# Maszkaron

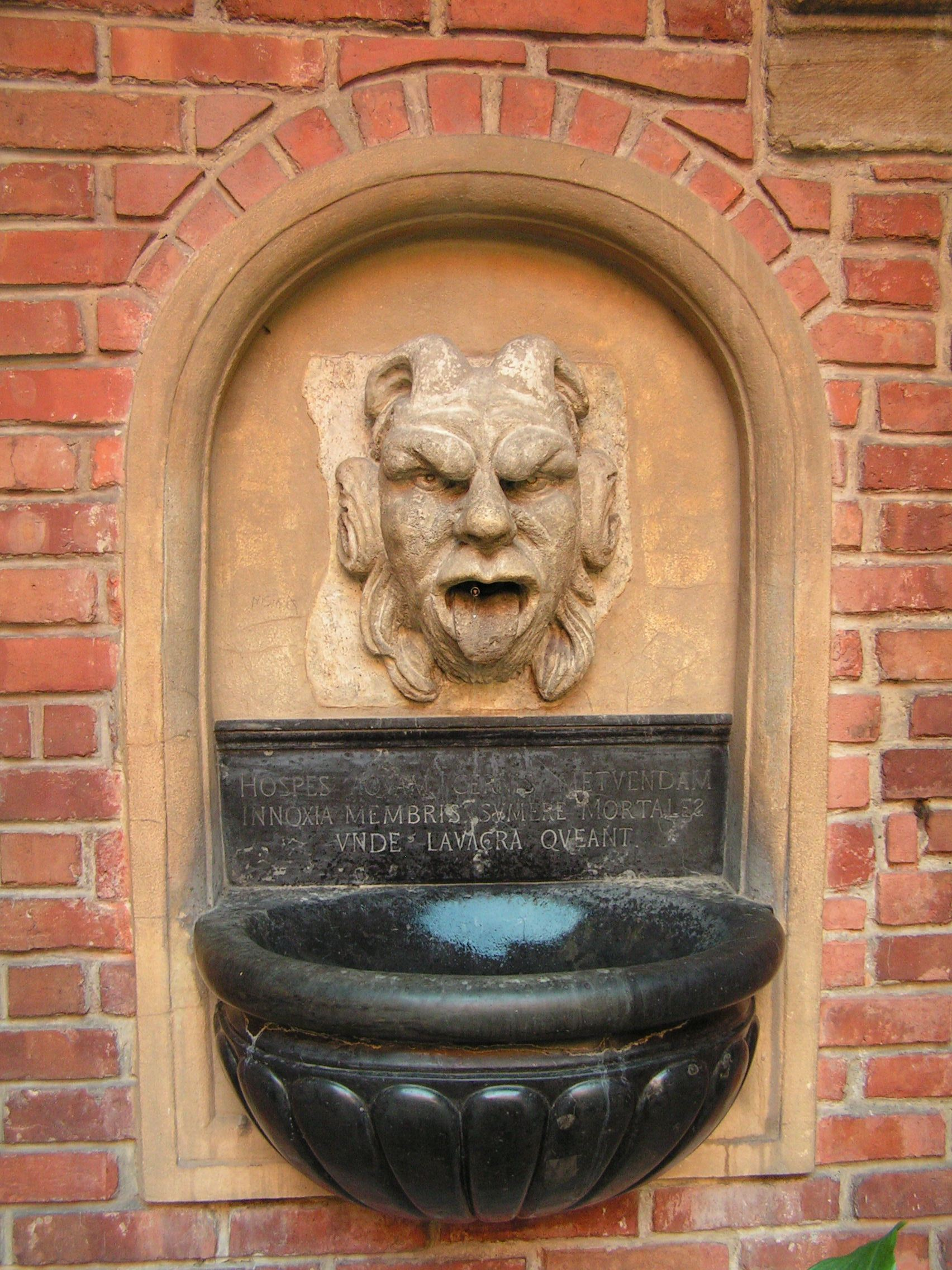
Maszkaron – Collegium Maius w Krakowie

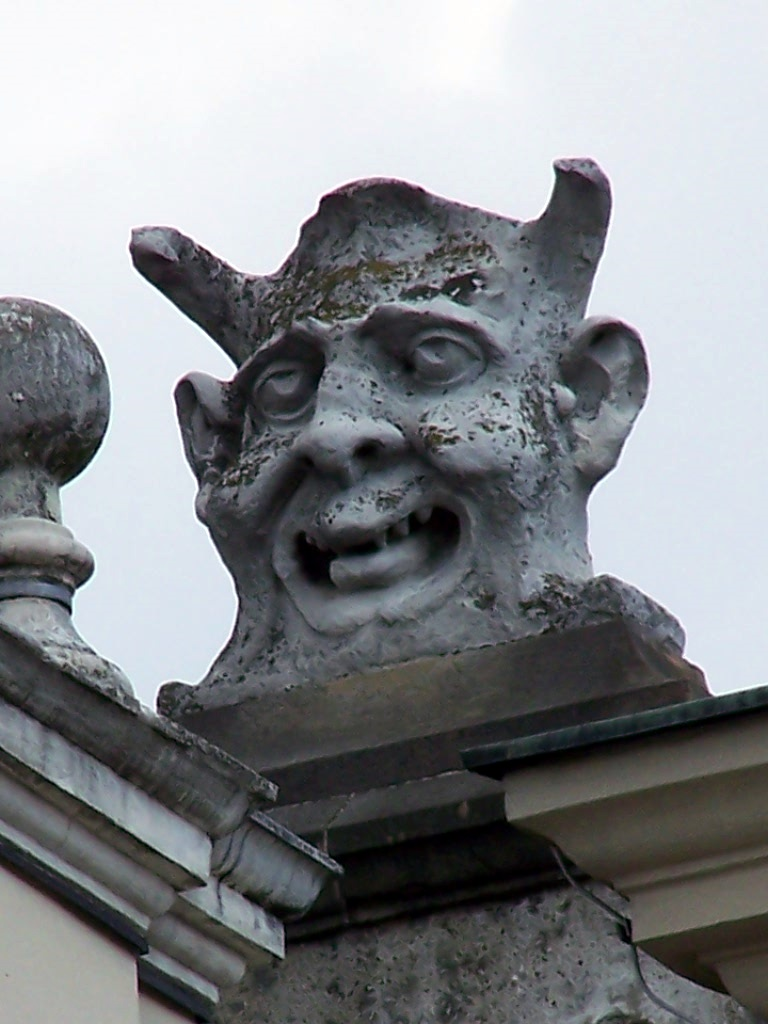
Maszkaron na krakowskich Sukiennicach

Maszkaron lub maskaron (z wł. mascherone, w fr. mascaron) – rzeźbiarski motyw dekoracyjny w postaci stylizowanej głowy ludzkiej lub fantastycznej postaci, stosowany w rzeźbie architektonicznej i rzemiośle artystycznym.
Maszkarony zwykle mają zdeformowane groteskowo rysy i fantastyczny układ włosów.

Stosowany był jako ozdoba np. kapitelu, wspornika, kolumny, zwornika, najczęściej w okresie gotyku, renesansu, manieryzmu oraz baroku.
Wykonywane były w formie reliefu lub pełnoplastycznej rzeźby. Wykorzystywane były także jako ozdoba fontann, gdzie stanowiły ujście strumienia wody oraz jako element groteski, ornametu chrząstkowo-małżowinowego.
Najbardziej znane w Polsce są maszkarony na krakowskich Sukiennicach, a w Europie – na katedrze Notre-Dame w Paryżu.